# Nova revija 57
Nova Revija 57, s podnaslovom Prispevki za slovenski nacionalni program je bila posebna izdaja Nove revije, intelektualne revije, ki je izšla januarja 1987. Kot posledica izida je bila orkestrirana politična gonja proti njej z razčiđščevanjem v političnih forumih, mdr. SZDL, zaradi katere sta bila glavni in odgovorni urednik Nove revije Niko Grafenauer in Dimitrij Rupel prisiljena odstopiti. 

## Vsebina
- Tine Hribar: Slovenska državnost
- Ivo Urbančič: Jugoslovanska »nacionalistična kriza« in Slovenci v perspektivi konca nacije
- Dimitrij Rupel: Odgovor na slovensko narodno vprašanje
- Spomenka Hribar: Avantgardno sovraštvo in sprava
- Veljko Namorš: O vprašanju slovenskega jezika v JLA
- Alenka Goljevšček: Arhaičnost : civilnost
- Jože Pučnik: Politični sistem civilne družbe
- Gregor Tomc: Civilna družba pod slovenskim socializmom
- France Bučar: Pravna ureditev položaja Slovencev kot naroda
- Peter Jambrek: Pravica do samoodločbe slovenskega naroda
- Janez Jerovšek: Slovenska univerza včeraj, danes, jutri
- Veljko Rus: Slovenci in integracijska socialna politika
- Marjan Rožanc: Nekaj iracionalnih razsežnosti
- Jože Snoj: Moderni kristjan in absurd slovenstva
- Drago Jančar: Slovenski eksil
- Niko Grafenauer: Oblike slovenskega samomora

### Sorodni članki
- Nova revija